# 福岡銀行ブルーグルーパーズ
FFGブルーグルーパーズ（FFGブルーグルーパーズ、英: FFG Bluegroupers）は、トップキュウシュウに所属する福岡銀行のラグビーユニオンチーム。

## 概要
- 愛称は『ブルーグルーパーズ』[1]。

## 成績

### リーグ戦戦績
- 2003-2004 トップキュウシュウB 8位
- 2004-2005 トップキュウシュウB 5位
- 2005-2006 トップキュウシュウB 優勝、トップキュウシュウB残留
- 2006-2007 トップキュウシュウB 3位
- 2007-2008 トップキュウシュウB 3位
- 2008-2009 トップキュウシュウB 3位
- 2009-2010 トップキュウシュウB 3位
- 2010-2011 トップキュウシュウB 優勝、トップキュウシュウA昇格
- 2011-2012 トップキュウシュウA 5位
- 2012-2013 トップキュウシュウA 6位（予選リーグ ：5位 1勝4敗1分、決勝リーグ：4-7位グループ 1勝2敗）、入替戦：敗戦、トップキュウシュウB降格
- 2013-2014 トップキュウシュウB 優勝（4勝1分）、入替戦：勝利、トップキュウシュウA昇格
- 2014-2015 トップキュウシュウA 6位（予選リーグ ：6位 1勝5敗、決勝リーグ：4-7位グループ 1勝2敗）、入替戦：勝利、トップキュウシュウA残留
- 2015-2016 トップキュウシュウA 7位（予選リーグ ：8位 7敗、決勝リーグ：5-8位グループ 1勝2敗）、入替戦：勝利、トップキュウシュウA残留
- 2016-2017 トップキュウシュウA 6位（予選リーグ：6位 1勝5敗、決勝リーグ：4-7位グループ 1勝2敗）
- 2017-2018 トップキュウシュウA 2位（予選リーグ：3位 2勝2敗、決勝リーグ：1-3位グループ 1勝1敗）
- 2018-2019 トップキュウシュウA 3位（予選リーグ：2位 3勝1敗、決勝リーグ：1-3位グループ 2敗）
- 2019-2020 トップキュウシュウA 4位（2勝3敗）
- 2020-2021 リーグ中止
- 2021-2022 リーグ中止
- 2022-2023 トップキュウシュウA 3位（3勝2敗）
- 2023-2024 トップキュウシュウA 5位（1勝3敗）、入替戦：勝利、トップキュウシュウA残留
- 2024-2025 トップキュウシュウ 3位（リーグ戦：カンファレンスB2位 2勝1敗、順位決定戦：1回戦 引き分け、3位決定戦 敗戦）